# Phreatodrobia plana
Phreatodrobia plana är en snäckart som beskrevs av Robert Hershler och Longley 1986. Phreatodrobia plana ingår i släktet Phreatodrobia och familjen tusensnäckor. Inga underarter finns listade i Catalogue of Life.